# Харламов, Виктор Иванович
Виктор Иванович Харламов (13 ноября 1948, Москва — 24 ноября 1996, пос. Волово Тульской области, похоронен в Москве) — советский и российский историк, книговед, библиограф; кандидат исторических наук, ведущий научный сотрудник Российской государственной библиотеки.
Ученик профессора М. Г. Седова (1912—1991), крупнейшего специалиста по истории русского общественного движения пореформенной России.

## Биография
В 1976 году окончил исторический факультет МГУ, а затем в 1980 там же аспирантуру.
Кандидатская диссертация: «Из истории либерального народничества в России в конце 70-х – начале 90-х годов XIX в.».
С 1980 — сотрудник отдела редких книг Государственной библиотеки имени В. И. Ленина (ГБЛ; ныне — Российская государственная библиотека).
Трагически погиб в автокатастрофе 24 ноября 1996 года, в посёлке Волово Тульской области, на обратном пути в Москву. Похоронен на Хованском кладбище (Западная терр., уч. 506).

## Основные научные труды
- Книга Русского Зарубежья в собрании Российской государственной библиотеки, 1918-1991 : библиографический указатель : [В 3-х частях] / Ред. В. И. Харламов, Сост. Е. А. Акимова, Сост. Н. Ю. Бутина, Сост. Г. С. Герасимова, Сост. О. Г. Горбачева, Сост. А. Л. Дивногорцев, Сост. Е. Л. Обморнова, Сост. К. К. Тарасов; Российская государственная библиотека. - М. : Пашков дом, 2001 - .
  - Часть 2 : Л - Т. - 2001. - 742 с. - (Книжный мир России ; вып. 4). - rus. - ISBN 5-7510-0214-8

## Память
- В Японии, где Харламов побывал в 4-месячной научной командировке, представляя русскую культуру, в память о нём создан «Кружок друзей В. И. Харламова».